# Jan Reisner

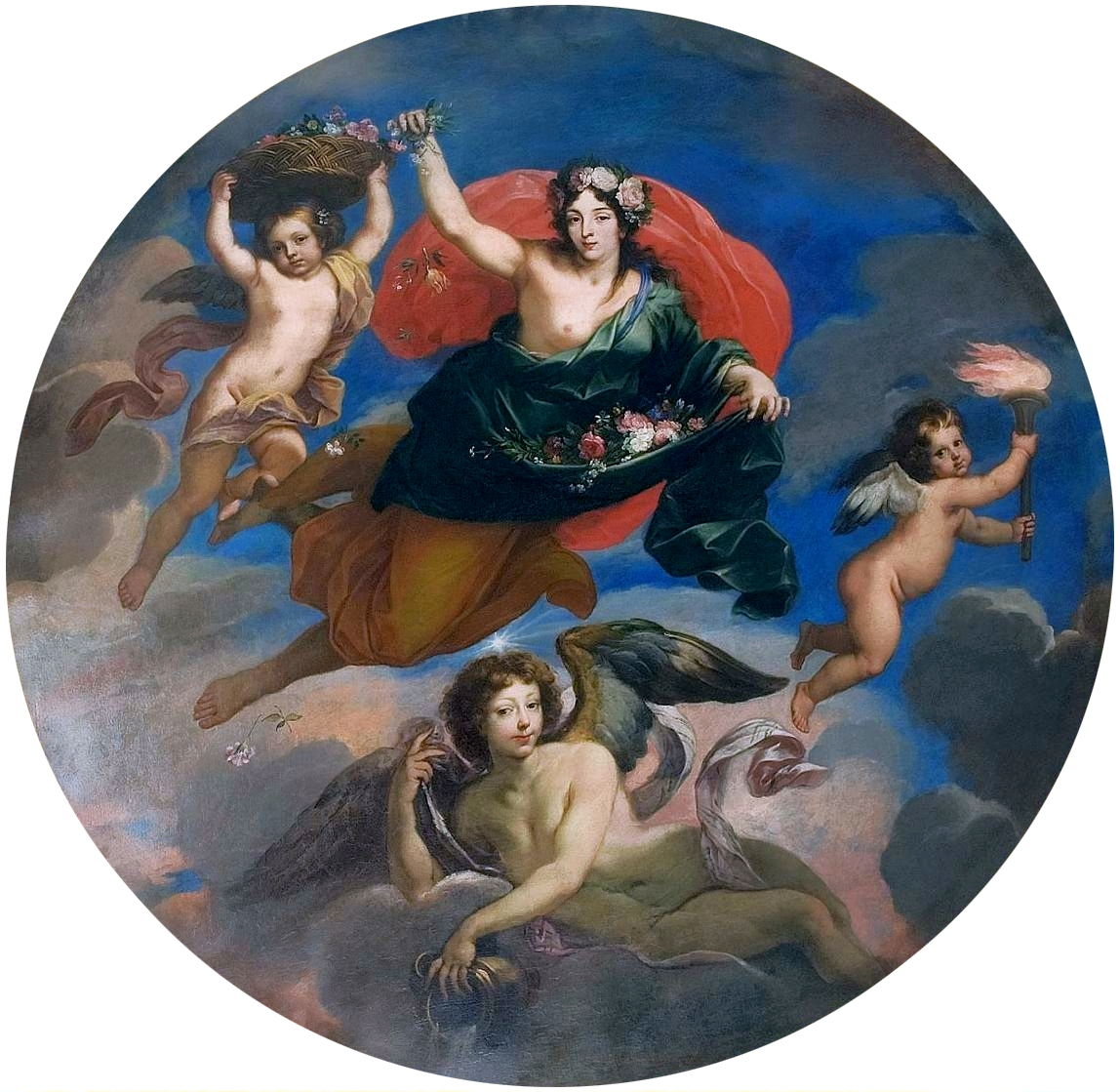
Aurora, Wilanów-Palast

Jan Reisner (* 1655; † 9. Dezember 1713 in  Węgrów, Königreich Polen) war ein Maler und Geometer in Warschau.

## Leben
Seine Herkunft ist unbekannt, möglicherweise stammte er aus dem Lemberger Land. Aus dem Jahr 1674 ist die erste urkundliche Erwähnung in Warschau überliefert.
```
Reisner konnte mit einem Stipendium von König 
Johann III. Sobieski
 die 
Lukas-Akademie
 in 
Rom
 besuchen. 1682 erhielt er einen Abschluss für das architektonische Modell einer Kirche, dessen Skizzen erhalten sind. Jan Reisner erhielt dort den 
Orden vom Goldenen Sporn
 und wurde mit dem Titel 
Auratae militae eques
 vom Papst geehrt.
```

1683 war er in Wien.
Danach war Jan Reisner Hofmaler am Königshof in Warschau. 1692 heiratete er die Tochter eines Hofschnitzers und Witwe eines Hofmusikers.
Nach dem Tod von König Johann III. veränderte sich seine privilegierte Stellung am Hofe. 1699 ernannte ihn der neue König August II. (der Starke) zum Hofgeographen und -geometer, nicht mehr zum Hofmaler. Nach 1702 wechselte Reisner nach Wengrów, wo er Geometer des Dorfvorstehers (polnisch: Starosten) Jan Dobrogost Krasiński wurde. Er starb in Wengrów und wurde an der Dorfkirche bestattet.

## Werk

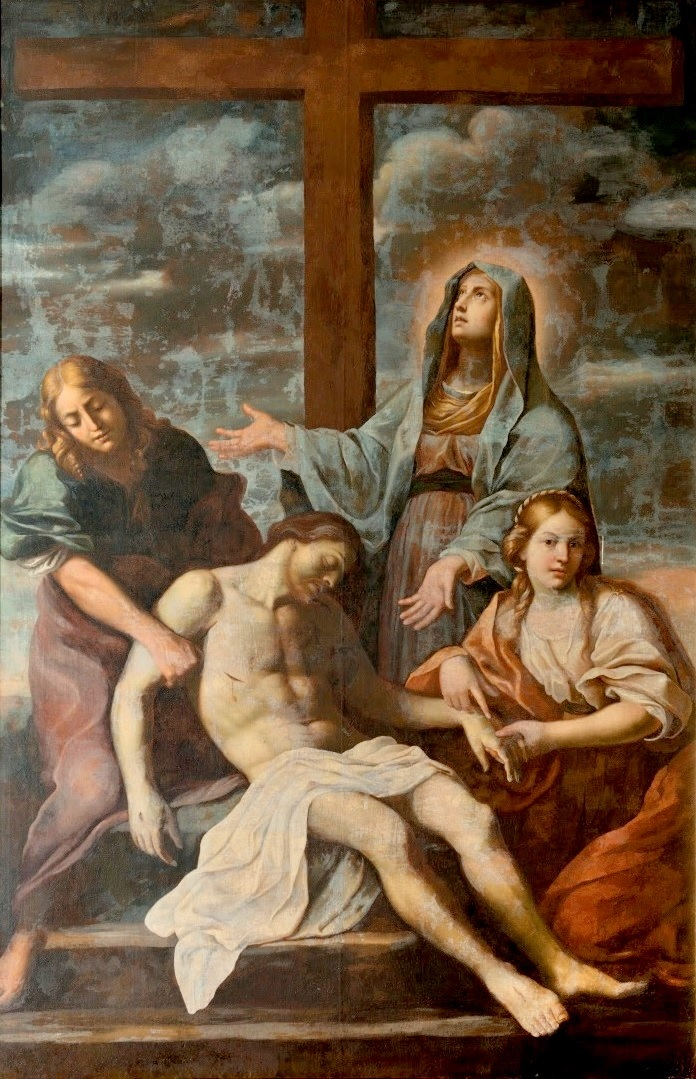
Beweinung Christi

Jan Reisner schuf zahlreiche Gemälde und Zeichnungen, von denen nur wenige erhalten sind. Sein Malstil war durch harmonische Proportionen und klare Konturen gekennzeichnet. Er gehört zu den bedeutenden Barockmalern Polens.
- Aurora (Jutrzenka), Deckengemälde, Wilanów-Palast, nach Gesicht von Königin Marie Casimire
- Verherrlichung König Johann III. (Gloryfikacje cnót Jana III.), 1683/90, heute im Nationalmuseum Warschau, Zuschreibung

- Verurteilung Johannes des Täufers (Kazanie św. Jana Chrzciciela), 1689, Kamaldulenserkirche Warschau, mit Namensignatur, Duplikat in Visitantinnenkirche
- Beweinung Christi (Opłakiwanie pod krzyżem), 1696, Visitantinnenkirche Warschau, Duplikat in Antoniuskirche